# Drake Hogestyn
Donald Drake Hogestyn (ur. 29 września 1953 w Fort Wayne, w stanie Indiana, zm. 28 września 2024 w Los Angeles) – amerykański aktor telewizyjny.
Odtwórca roli Johna Blacka w operze mydlanej NBC Dni naszego życia (Days of Our Lives, 1985–2009, 2011–2024), za którą trzykrotnie w 1994, 1995 i 2005 otrzymał nagrodę magazynu „Soap Opera Digest”.

## Życiorys
Urodził się w Fort Wayne w północno–wschodniej części stanu Indiana jako syn Shug i Billa Hogestyna, dyrektora ds. produkcji. Po ukończeniu North Side High School, studiował na wydziale stomatologii na Uniwersytet Południowej Florydy w Tampie, gdzie otrzymał stypendium baseballowe. Ukończył podwójną specjalizację mikrobiologii i nauk stosowanych. Następnie dostał się do dwóch zawodowych organizacji baseballowych: St. Louis Cardinals i New York Yankees, zanim w 1977 podczas rozgrywek doznał kontuzji. 
Hogestyn rozpoczął karierę aktorską, biorąc udział w konkursie talentów Columbia Pictures, w którym wzięło udział 75 tys. osób. Od 19 września 1982 do 23 marca 1983 grał postać 25-letniego kowboja Briana McFaddena o porywczym temperamencie, kochający swoją rodzinę, lojalnego i wspierającego swoich braci w serialu muzycznym CBS Siedem narzeczonych dla siedmiu braci (Seven Brides for Seven Brothers). W komediodramacie telewizyjnym ABC Pokolenie (Generation, 1985) został obsadzony w roli Jacka Breeda. W dreszczowcu telewizyjnym CBS Beverly Hills Cowgirl Blues (1985) z Jamesem Brolinem i Lisą Hartman pojawił się jako Rod. 14 marca 2018 wystąpił gościnnie w odcinku serialu kryminalnego CBS Zabójcze umysły (Criminal Minds) – pt. „Ostatnie tchnienie” („Last Gasp”) jako senator Alfred Mayhew.
31 grudnia 1986 zawarł związek małżeński z Victorią Ann Post, z którą miał dwie córki – Alexandrę Lane i Whitney Nicole. Wychowywał też pasierbicę Rachael Lynn Schieferstein i pasierba Bena Schiefersteina (ur. 6 listopada 1981).
Zmarł 28 września 2024 na raka trzustki w wieku 70 lat. 